# Velika nagrada Parané 1950
Velika nagrada Parané 1950 je bila dvajseta neprvenstvena dirka Formule 1 v sezoni 1950. Odvijala se je 12. novembra 1950 na dirkališču Parque Urquiza.

## Dirka
| Poz | Dirkač              | Moštvo    | Dirkalnik           | Krogi | Čas/Odstop |
| --- | ------------------- | --------- | ------------------- | ----- | ---------- |
| 1   | Juan Manuel Fangio  | A.C.A.    | Ferrari 166         | 30    | 1:06:50.0  |
| 2   | Froilán González    | A.C.A.    | Ferrari 166         | 30    | + 42.0 s   |
| 3   | Alfredo Pian        | Privatnik | Maserati 4CLT       | 29    | +1 krog    |
| 4   | Onofre Marimon      | Privatnik | Maserati 4C         | 29    | +1 krog    |
| 5   | Hector Niemitz      | Privatnik | Alfa Romeo 8C-2900A | 29    | +1 krog    |
| 6   | Adolfo Schwelm Cruz | Privatnik | Alfa Romeo 8C       | 28    | +2 kroga   |
| 7   | Pedro Llano         | Privatnik | Simca-Gordini T15   | 27    | +3 krogi   |
| 8   | Roberto Mieres      | Privatnik | Simca-Gordini T15   | 26    | +4 krogi   |
| Ods | Victorio Rosa       | Privatnik | Maserati 4C         |       |            |